# San Antonino el Alto
San Antonino el Alto là một đô thị thuộc bang Oaxaca, México. Năm 2005, dân số của đô thị này là 2445 người.